# District de Ninohe

Le district de Ninohe dans la préfecture d'Iwate.

Le district de Ninohe (二戸郡, Ninohe-gun) est un district situé dans la préfecture d'Iwate, au Japon.

## Géographie

### Démographie
Au 1er septembre 2015, la population du district de Ninohe était estimée à 12 946 habitants répartis sur une superficie de 300,11 km2.

### Divisions administratives
Le district de Ninohe est constitué du seul bourg d'Ichinohe.

## Économie
70 % de toute la laque japonaise est produite dans l'ancien bourg de Jōbōji situé dans le district.